# Keita Nakamura
Keita Nakamura (中村 K太郎?, Nakamura Keita; Tokyo, 22 maggio 1984) è un artista marziale misto giapponese.
Combatte nella divisione dei pesi welter per la promozione statunitense UFC.
Nel corso della sua carriera ha combattuto anche nelle organizzazioni giapponesi Shooto, una delle prime e più importanti promozioni di arti marziali miste professionistiche, nella quale è stato campione dei pesi medi, World Victory Road e Sengoku, dove è stato campione dei pesi welter. Ha inoltre fatto parte delle promozioni GMC e PXC.

## Caratteristiche tecniche
Keita Nakamura è un lottatore che predilige il combattimento a terra e le sottomissioni.

## Carriera nelle arti marziali miste

### Ultimate Fighting Championship
Il 27 settembre 2015 compie il suo ritorno nella UFC dopo 7 anni, in occasione dell'evento UFC Fight Night: Barnett vs. Nelson svoltosi a Saitama, Giappone. Il match, che lo vede contrapposto al cinese Li Jingliang, si rivela molto equilibrato e spettacolare. Nonostante un primo round a suo favore, il giapponese si ritrova in seria difficoltà nella seconda ripresa, a seguito di efficaci combinazioni di pugni messe a segno dall'avversario. Nell'ultima ripresa Nakamura si affida alla sua superiorità nel grappling e nella lotta libera, sconfiggendo Jingliang via rear naked choke operato da una posizione in piedi, che lascia il cinese privo di sensi. Per Nakamura si tratta della sua prima vittoria in quattro incontri nella massima promozione statunitense.
A febbraio del 2016 affrontò l'inglese Tom Breese, perdendo l'incontro per decisione unanime. Mentre il 13 luglio dovette affrontare Kyle Noke. Dopo essersi trovato in netta difficoltà nel primo round a causa dei calci frontali da parte del suo avversario, Nakamura riuscì nella seconda ripresa a dominare Noke al tappeto e ad un secondo dalla fine ottenne la vittoria con uno strangolamento da dietro.
Il 1º di ottobre dovette vedersela con il brasiliano Elizeu Zaleski dos Santos all'evento UFC Fight Night: Lineker vs. Dodson. Keita venne sconfitto per decisione unanime. 	

## Risultati nelle arti marziali miste
| Risultato  | Record     | Avversario                | Metodo                                            | Evento                                                       | Data              | Round | Tempo | Città                      | Note                                                                |
| ---------- | ---------- | ------------------------- | ------------------------------------------------- | ------------------------------------------------------------ | ----------------- | ----- | ----- | -------------------------- | ------------------------------------------------------------------- |
| Sconfitta  | 33-9-2 (1) | Tony Martin               | Decisione (unanime)                               | UFC Fight Night: Barboza vs. Lee                             | 21 aprile 2018    | 3     | 5:00  | Atlantic City, Stati Uniti |                                                                     |
| Sconfitta  | 32-8-2 (1) | Elizeu Zaleski dos Santos | Decisione (unanime)                               | UFC Fight Night: Lineker vs. Dodson                          | 1 ottobre 2016    | 3     | 5:00  | Portland, Stati Uniti      |                                                                     |
| Vittoria   | 32-7-2 (1) | Kyle Noke                 | Sottomissione (rear-naked choke)                  | UFC Fight Night: McDonald vs. Lineker                        | 13 luglio 2016    | 2     | 4:59  | Sioux Falls, Stati Uniti   |                                                                     |
| Sconfitta  | 31-7-2 (1) | Tom Breese                | Decisione (unanime)                               | UFC Fight Night: Silva vs. Bisping                           | 27 febbraio 2016  | 3     | 5:00  | Londra, Inghilterra        |                                                                     |
| Vittoria   | 31-6-2 (1) | Li Jingliang              | Sottomissione tecnica (rear-naked choke)          | UFC Fight Night: Barnett vs. Nelson                          | 27 settembre 2015 | 3     | 2:17  | Saitama, Giappone          | Performance of the Night                                            |
| Vittoria   | 30-6-2 (1) | Yūta Watanabe             | Sottomissione (rear-naked choke)                  | DEEP: Cage Impact 2015                                       | 20 luglio 2015    | 1     | 2:00  | Tokyo, Giappone            | Vince il titolo pesi welter DEEP                                    |
| Vittoria   | 29-6-2 (1) | Yoshiyuki Katahira        | Sottomissione (rear-naked choke)                  | DEEP: 71 Impact                                              | 28 febbraio 2015  | 1     | 3:47  | Tokyo, Giappone            |                                                                     |
| Vittoria   | 28-6-2 (1) | Yuki Okano                | TKO (pugni)                                       | DEEP: 69 Impact                                              | 26 ottobre 2014   | 2     | 0:26  | Tokyo, Giappone            |                                                                     |
| Vittoria   | 27-6-2 (1) | Keiichiro Yamamiya        | TKO (pugni)                                       | DEEP: 67 Impact                                              | 22 giugno 2014    | 1     | 4:13  | Tokyo, Giappone            | Ritorno ai pesi welter                                              |
| Sconfitta  | 26-6-2 (1) | Frank Camacho             | Decisione (unanime)                               | PXC: Pacific Xtreme Combat 42                                | 28 febbraio 2014  | 3     | 5:00  | Mangilao, Guam             |                                                                     |
| No Contest | 26-5-2 (1) | Kwang Hee Lee             | No Contest (mancato raggiungimento peso Nakamura) | DEEP: 64th Impact                                            | 22 dicembre 2013  | N/A   | N/A   | Tokyo, Giappone            |                                                                     |
| Vittoria   | 26-5-2     | Kota Shimoishi            | Sottomissione (rear-naked choke)                  | Shooto: 3rd Round                                            | 27 luglio 2013    | 2     | 0:37  | Tokyo, Giappone            | Ritorno ai pesi leggeri                                             |
| Vittoria   | 25-5-2     | Nobutatsu Suzuki          | Sottomissione (rear-naked choke)                  | Vale Tudo Japan 2012                                         | 24 dicembre 2012  | 1     | 2:09  | Tokyo, Giappone            | Incontro catchweight (90 lbs)                                       |
| Vittoria   | 24-5-2     | Yuki Sasaki               | Decisione (unanime)                               | Shooto: 5th Round                                            | 18 maggio 2012    | 3     | 5:00  | Tokyo, Giappone            |                                                                     |
| Vittoria   | 23-5-2     | Hoon Kim                  | TKO (frattura mano)                               | LFC: Legend Fighting Championship 8                          | 30 marzo 2012     | 1     | 5:00  | Chek Lap Kok, Hong Kong    |                                                                     |
| Vittoria   | 22-5-2     | Yoichiro Sato             | Decisione (maggioritaria)                         | Shooto: Survivor Tournament Final                            | 8 gennaio 2012    | 3     | 5:00  | Tokyo, Giappone            |                                                                     |
| Sconfitta  | 21-5-2     | Akihiro Murayama          | Sottomissione (rear-naked choke)                  | Shooto: Shootor's Legacy 4                                   | 23 settembre 2011 | 1     | 2:30  | Tokyo, Giappone            |                                                                     |
| Vittoria   | 21-4-2     | Yasubey Enomoto           | Sottomissione (rear-naked choke)                  | World Victory Road Presents: Soul of Fight                   | 30 dicembre 2010  | 2     | 3:48  | Tokyo, Giappone            | Finale SRC Welterweight Grand Prix. Vince il titolo pesi welter SRC |
| Vittoria   | 20-4-2     | Takuya Wada               | Sottomissione (pugni)                             | World Victory Road Presents: Sengoku Raiden Championships 15 | 30 ottobre 2010   | 1     | 3:30  | Tokyo, Giappone            | Semifinale SRC Welterweight Grand Prix                              |
| Vittoria   | 19-4-2     | Omar de la Cruz           | Sottomissione (pugni)                             | World Victory Road Presents: Sengoku Raiden Championships 13 | 20 giugno 2010    | 2     | 3:53  | Tokyo, Giappone            | Quarti di finale SRC Welterweight Grand Prix                        |
| Vittoria   | 18-4-2     | Tomoyoshi Iwamiya         | Decisione (maggioritaria)                         | GCM: Cage Force 11                                           | 27 giugno 2009    | 3     | 5:00  | Tokyo, Giappone            | Ritorno nei pesi welter                                             |
| Sconfitta  | 17-4-2     | Jang Yong Kim             | TKO (pugni)                                       | GCM: Cage Force EX Eastern Bound                             | 8 ottobre 2008    | 1     | 0:59  | Tokyo, Giappone            |                                                                     |
| Vittoria   | 17-3-2     | Adriano Martins           | Decisione (non unanime)                           | Dream 6: Middleweight Grand Prix 2008 Final Round            | 23 settembre 2008 | 2     | 5:00  | Saitama, Giappone          |                                                                     |
| Sconfitta  | 16-3-2     | Rob Emerson               | Decisione (non unanime)                           | UFC 81: Breaking Point                                       | 2 febbraio 2008   | 3     | 5:00  | Las Vegas, Stati Uniti     |                                                                     |
| Vittoria   | 16-2-2     | Takefumi Hanai            | TKO (ginocchiate)                                 | GCM: Cage Force EX Eastern Bound                             | 11 novembre 2007  | 1     | 1:59  | Tokyo, Giappone            |                                                                     |
| Sconfitta  | 15-2-2     | Drew Fickett              | Decisione (unanime)                               | UFC Fight Night: Stevenson vs. Guillard                      | 5 aprile 2007     | 3     | 5:00  | Las Vegas, Stati Uniti     |                                                                     |
| Sconfitta  | 15-1-2     | Brock Larson              | Decisione (unanime)                               | UFC Fight Night: Sanchez vs Riggs                            | 13 dicembre 2006  | 3     | 5:00  | San Diego, Stati Uniti     |                                                                     |
| Vittoria   | 15-0-2     | Djalili Salmanov          | Sottomissione (rear-naked choke)                  | GCM: D.O.G. 7                                                | 9 settembre 2006  | 1     | 3:50  | Tokyo, Giappone            |                                                                     |
| Vittoria   | 14-0-2     | Ronald Jhun               | Sottomissione tecnica (rear-naked choke)          | PIP: East vs. West                                           | 21 luglio 2006    | 1     | 3:55  | Honolulu, Stati Uniti      | Vince il titolo pesi medi Shooto Pacific Rim                        |
| Vittoria   | 13-0-2     | Jun Yong Jae              | Sottomissione (rear-naked choke)                  | MARS World Grand Prix                                        | 29 aprile 2006    | 1     | 1:58  | Seul, Corea del Sud        |                                                                     |
| Vittoria   | 12-0-2     | Yoshiyuki Yoshida         | Decisione tecnica (maggioritaria)                 | Shooto: 12/17 in Shinjuku Face                               | 17 dicembre 2005  | 2     | 4:06  | Tokyo, Giappone            |                                                                     |
| Vittoria   | 11-0-2     | Katsuaki Niioka           | Sottomissione (rear-naked choke)                  | Shooto 2005: 11/6 in Korakuen Hall                           | 6 novembre 2005   | 1     | 2:10  | Tokyo, Giappone            |                                                                     |
| Vittoria   | 10-0-2     | Mohamed Khacha            | Sottomissione (rear-naked choke)                  | GCM: D.O.G. 3                                                | 17 settembre 2005 | 1     | 3:34  | Tokyo, Giappone            |                                                                     |
| Vittoria   | 9-0-2      | Taro Minato               | Sottomissione (rear-naked choke)                  | GCM: Demolition 22                                           | 28 agosto 2005    | 1     | 4:03  | Tokyo, Giappone            |                                                                     |
| Vittoria   | 8-0-2      | Jun Kitagawa              | Decisione (unanime)                               | Shooto: 6/3 in Kitazawa Town Hall                            | 3 giugno 2005     | 2     | 5:00  | Tokyo, Giappone            |                                                                     |
| Vittoria   | 7-0-2      | Kentaro Maeda             | Decisione (unanime)                               | Shooto: 2/6 in Kitazawa Town Hall                            | 6 febbraio 2005   | 2     | 5:00  | Tokyo, Giappone            |                                                                     |
| Vittoria   | 6-0-2      | Atsushi Inoue             | Sottomissione (rear-naked choke)                  | GCM: Demolition 20                                           | 14 novembre 2004  | 1     | 2:11  | Tokyo, Giappone            |                                                                     |
| Pareggio   | 5-0-2      | Kazunori Yokata           | Parità                                            | GCM: Demolition 18                                           | 19 settembre 2004 | 2     | 5:00  | Tokyo, Giappone            |                                                                     |
| Vittoria   | 5-0-1      | Keisuke Sakai             | Sottomissione (rear-naked choke)                  | Shooto: 7/16 in Korakuen Hall                                | 16 luglio 2004    | 1     | 2:20  | Tokyo, Giappone            |                                                                     |
| Vittoria   | 4-0-1      | Ichiro Kanai              | Decisione (unanime)                               | GCM: Demolition 15                                           | 21 maggio 2004    | 2     | 5:00  | Tokyo, Giappone            |                                                                     |
| Vittoria   | 3-0-1      | Daisuke Nakamura          | Decisione (unanime)                               | GCM: Demolition 14                                           | 8 aprile 2004     | 2     | 5:00  | Tokyo, Giappone            |                                                                     |
| Pareggio   | 2-0-1      | Ichiro Kanai              | Parità                                            | GCM: Demolition 12                                           | 27 dicembre 2003  | 2     | 5:00  | Tokyo, Giappone            |                                                                     |
| Vittoria   | 2-0        | Kenta Omori               | Sottomissione (triangle choke)                    | Kingdom Ehrgeiz: Tokyo University Flight                     | 13 dicembre 2003  | 1     | 7:44  | Tokyo, Giappone            |                                                                     |
| Vittoria   | 1-0        | Tomohito Tanizaki         | TKO (pugni)                                       | Kingdom Ehrgeiz: Tomorrow                                    | 12 ottobre 2003   | 1     | 0:33  | Tokyo, Giappone            |                                                                     |